# Арал (пароход, 1862)
«Арал» — колесный вооружённый пароход с металлическим корпусом, входил в состав Аральской флотилии Российской империи.

## Описание парохода
Колесный пароход c железным корпусом. На судне была установлена паровая машина мощностью 40 номинальных лошадиных сил, в качестве движителя использовалось одно гребное колесо на корме. Вооружение парохода состояло из двух 10-фунтовых (122-мм) медных бескаморных единорогов, установленных на американских станках.

## История службы
Пароход «Арал» был построен в 1862 году в Ливерпуле. В том же году вместе с пароходом «Сырдарья» спущен на воду в Казалинске и вошёл в состав Аральской флотилии под командованием А. И. Бутакова.
Работа пароходов «Арал» и «Сырдарья» была малоэффективной в силу мелководья протока Джамандарья и осуществлялась лишь в половодье, продолжительность которого была не больше месяца. Остальные месяцы навигации пароходы большую часть времени бездействовали, совершая небольшие рейсы от форта № 1 вверх и вниз по течению. В 1863 году была предпринята попытка организовать сообщение при помощи парохода между Перовским и Чиназом, однако из-за недостатка мощности паровой машины плавания против течения Сырдарьи совершались медленно.
Под командованием капитан-лейтенанта М. А. Усова во время рейсов по Сырдарье неоднократно принимал участие в перестрелках с войсками кокандского и хивинского ханств
В 1869 и 1870 годах под командованием лейтенанта П. П. Крузенштерна вместе с баржей № 3 совершал плавания по Сырдарье.
В кампании 1879 и 1880 годов вновь совершал плавания по Сырдарье.
Пароход «Арал» исключен из списков судов флота во время упразднения Аральской флотилии в 1883 году.

## Память
- Судно фигурирует в повести Н. Н. Каразина «В камышах»[7].

## Командиры парохода
Командирами парохода «Арал» в разное время служили:
- М. А. Усов;
- лейтенант П. П. Крузенштерн (1869—1870 годы)[5];
- мичман К. Ф. Левенгаген (1873—1874 и 1876—1878 годы)[8];
- лейтенант А. А. Глоба-Михайленко (1879—1880 годы)[6];
- лейтенант Ф. Ф. Саблин (с 14 (26) мая 1881 года)[9].